# Parmaturus melanobranchus
Parmaturus melanobranchus är en hajart som först beskrevs av Chan 1966.  Parmaturus melanobranchus ingår i släktet Parmaturus och familjen rödhajar. IUCN kategoriserar arten globalt som otillräckligt studerad. Inga underarter finns listade i Catalogue of Life.